# بری اشبی
بری اشبی (انگلیسی: Barry Ashby؛ زادهٔ ۲۱ نوامبر ۱۹۷۰) بازیکن فوتبال اهل بریتانیا است.
از باشگاه‌هایی که در آن بازی کرده‌است می‌توان به باشگاه فوتبال ولینگ یونایتد، باشگاه فوتبال واتفورد، باشگاه فوتبال گیلینگام، و باشگاه فوتبال برنتفورد اشاره کرد.